# Орден преподобного Іллі Муромця
Орден преподобного Іллі Муромця — відзнака РПЦвУ, якою нагороджуються працівники силових структур та військовослужбовці за особисту мужність, відвагу та героїзм, що були виявлені при рятуванні людей, за визначний внесок у зміцнення відносин між правоохоронними структурами та РПЦвУ, а також керівництво та викладачі військових навчальних закладів за виховання молоді в православному дусі.

## Статут
Орденом нагороджуються працівники силових структур та військовослужбовці за особисту мужність, відвагу та героїзм, що були виявлені при рятуванні людей, за визначний внесок у зміцнення відносин між правоохоронними структурами та Українською Православною Церквою, а також керівництво та викладачі військових навчальних закладів за виховання молоді в православному дусі.
- Нагородження орденом здійснюється за благословенням Предстоятеля УПЦ МП.
- Особі, нагородженій орденом, вручаються орден і грамота.
- Нагородження вдруге, з врученням одного й того ж ордена одного й того ж ступеня, не проводиться.
- Орденом нагороджуються громадяни України та іноземні громадяни.
- Відзнака «Орден преподобного Іллі Муромця» має три ступені. Найвищим ступенем ордена є І ступінь.
- Нагородження орденом проводиться послідовно, починаючи з III ступеня.

### Вручення
- Вручення ордена проводиться в урочистій обстановці.
- Орден, як правило, вручає керівник РПЦвУ або єпархіальний архієрей.
- Орден носять з правого боку грудей.
- У випадку втрати (псування) ордена дублікат не видається.

## Вигляд
- Орден І ступеня виготовляється з латуні та покривається позолотою (товщина покриття — 0,2 мк). Відзнака має форму хреста з накладеною восьмипроменевою позолоченою зіркою. Промені зірки прикрашені 8 стразами білого кольору.
- В центрі зірки розміщено медальйон з позолоченим рельєфним зображенням преподобного Іллі Муромця.
- По колу медальйона розміщено надпис: «ПРП ІЛЛЯ МУРОМЕЦЬ».
- Фон надпису та сторони хреста залито емаллю темно-синього кольору.
- На зворотному боці — застібка для прикріплення ордена до одягу та вигравіювано номер відзнаки. Розмір ордена між протилежними кінцями хреста — 50×50 мм.
- Орден II ступеня такий самий, як і І ступеня, тільки має посріблену зірку (товщина покриття — 9 мк) та не прикрашений камінням. Фон надпису по колу медальйона та сторони хреста залито емаллю синього кольору.
- Розмір ордена між протилежними кінцями хреста — 50×50 мм.
- Орден III ступеня такий самий, як і ІІ ступеня, але хрест і медальйон посріблені.

## Кавалери

### I ступеня
- Кучма Леонід Данилович (2004)
- Поляков Василь Леонідович (2012)
- Усик Олександр Олександрович (2018)[1]

### II ступеня
- Борисов Сергій Семенович (15 листопада 2007)
- Коптєв Юрій Вікторович (28 червня 2008)
- Рева Олексій Олександрович (2005)
- Попов Борис Анатолійович (2008)

### III ступеня
- Кривонос Павло Олександрович (13 березня 2006)
- Бичков Сергій Анатолійович (12 червня 2010)

### Сайти
- Нагороди та титули РПЦвУ 2009